# Paul-Grüninger-Schule

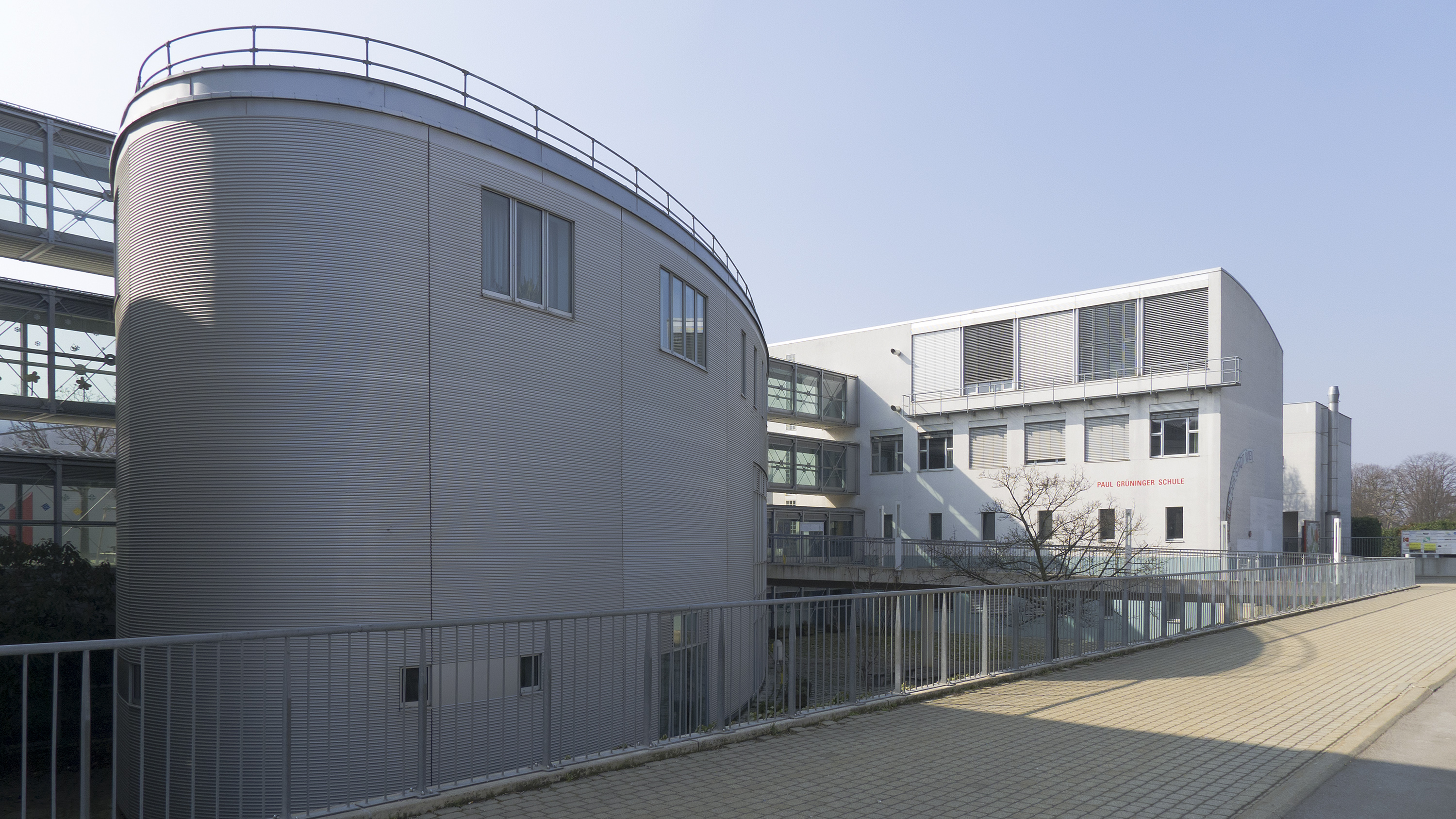
Die Paul-Grüninger-Schule

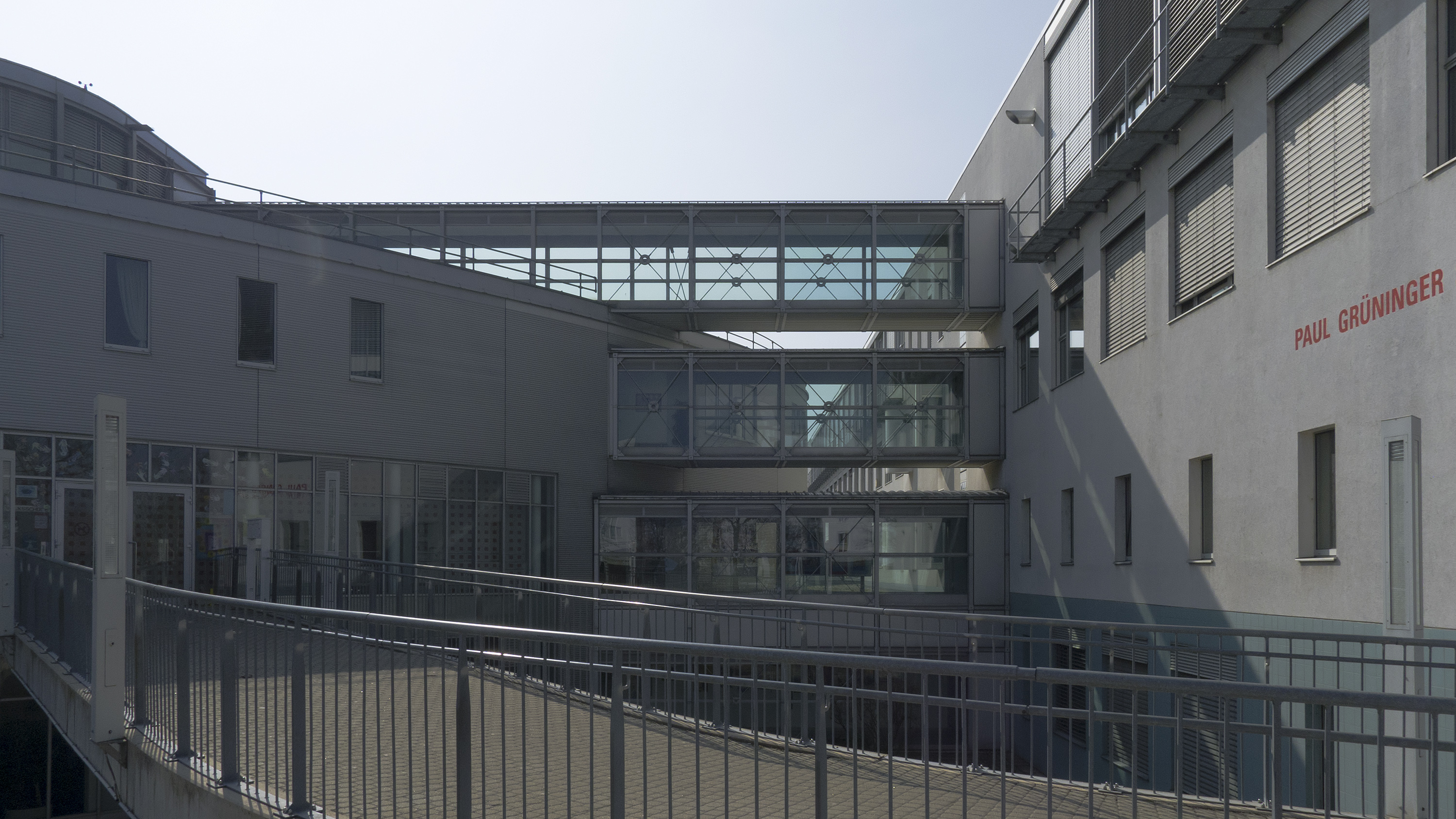
Der Eingangsbereich

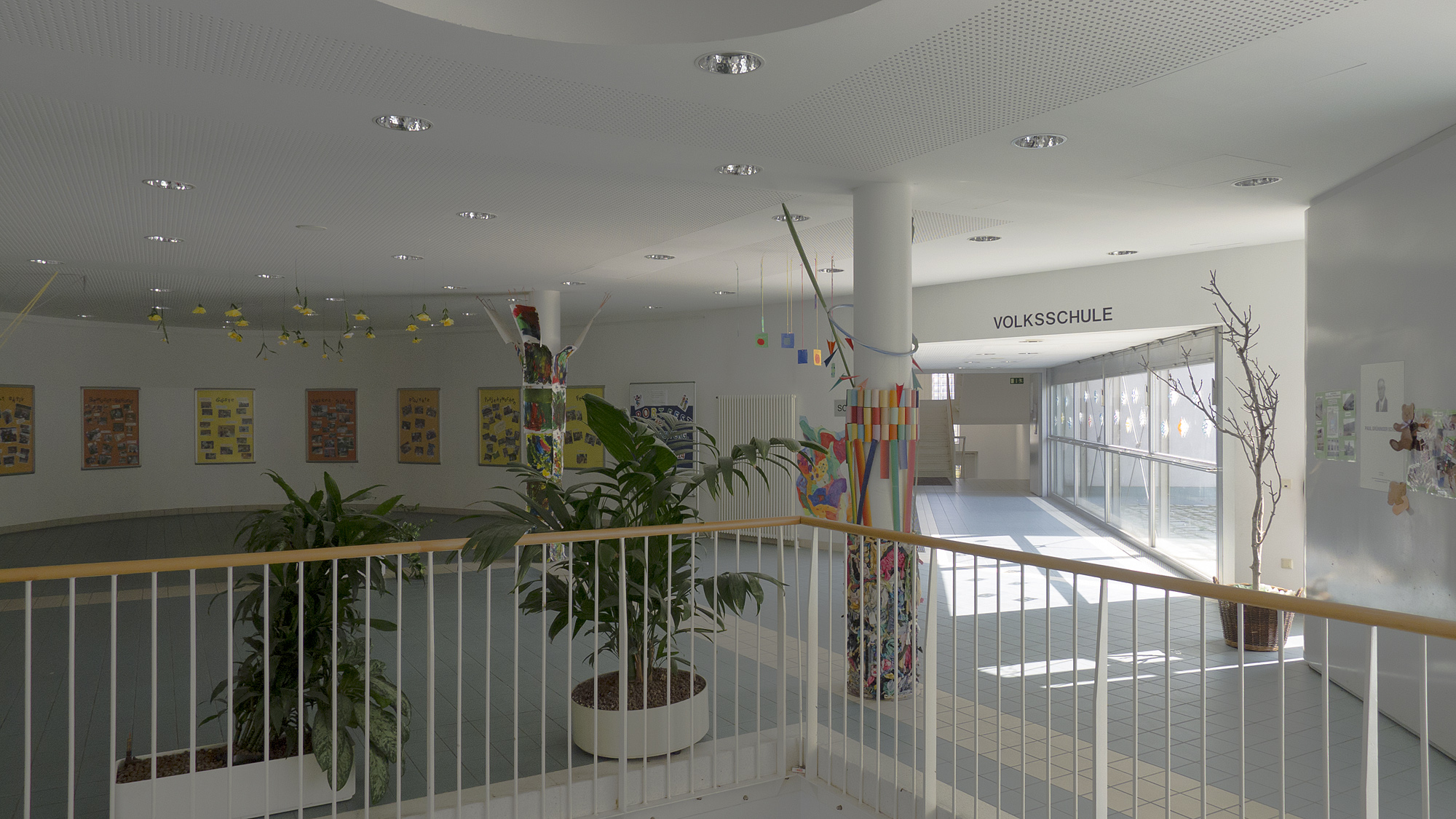
Vorraum im Erdgeschoß

Die Paul-Grüninger-Schule ist eine 1996 erbaute Schule im 21. Wiener Gemeindebezirk Floridsdorf. Sie liegt südlich der Hanreitergasse und westlich der Ocwirkgasse. Sie beherbergt eine Volks- und eine Neue Mittelschule (College für Berufsorientierung).

## Geschichte
1993 übernahmen im Auftrag des Magistrats der Stadt Wien die Architekten Gustav Peichl und Rudolf Weber vom Büro Peichl & Partner die Planung des Schulbaus. Die Projektleitung hatte Rudolf F. Weber inne. Im Jahr darauf begannen die Bauarbeiten und 1996 war das Gebäude fertiggestellt. Im September 1996 begann der Schulbetrieb. Im März 1997 erfolgte die Benennung der Schule nach dem Schweizer Lehrer Paul Grüninger, der auch Fußballspieler und ab 1919 Polizeihauptmann in St. Gallen war und in den Jahren 1938/39 mehrere hundert jüdische und andere Flüchtlinge vor der nationalsozialistischen Verfolgung und Vernichtung rettete.
Im Mai 2015 wurde an der Schule eine Gedenktafel für Sophie (Susi) Haber, einer der durch Grüninger geretteten Jüdinnen, die die Benennung der Schule initiiert hat und dort als Zeitzeugin tätig war, angebracht.

## Architektur
Der zentrale Bauteil des Gebäudes hat eine elliptische Form und drei Geschoße, auf denen sich Bibliothek, Verwaltung und Pausenhalle befinden. Über die Pausenhalle ist ein Innenhof erreichbar. Östlich bzw. westlich vom Zentralbau liegen zwei viergeschoßige, mit halbtonnenförmigen Dächern versehene Längsbaukörper, die mit ihm durch verglaste Gänge verbunden sind. In den Längsbaukörpern befinden sich, nach Schultyp unterteilt, die Klassenräume und Sonderunterrichtsräume. Im Süden wurde eine Turnhalle mit tonnenförmigem Dach errichtet, im Westen eine zweigeschoßige Tagesheimschule.

## Schulprofil
Die Volksschule ist eine Offene Ganztagsschule, d. h. die Nachmittagsbetreuung ist nicht verbindlich, sondern kann auch nur an bestimmten Tagen oder gar nicht genutzt werden. Seit 2001 nennt sich die Einrichtung UNICEF-Schule mit entsprechender Projektarbeit in den Klassen. Das Fach Englisch wird ab der ersten Klasse unterrichtet. Derzeit hat die Schule 16 Klassen (Stand 2021/22), dazu gehören neben denen der Stufen 1 bis 4 auch eine Vorschulklasse.
Die Neue Mittelschule ist ebenfalls eine Offene Ganztagsschule mit Schwerpunkt auf Berufsorientierung, Kreativität und Kommunikation. Besondere Angebote sind z. B. Fotogruppe und Fotolabor, koedukative Werkerziehung, Lernen Lernen und Projektunterricht. Einige Lehrer halten als Native Speaker Unterricht ab, Wahlpflichtfächer können auch in Englisch gehört werden. Die Schule hat ein Schülerparlament und derzeit 11 Klassen.